# Yukon (Oklahoma)
Yukon ist eine City im Canadian County in Oklahoma in den USA. Sie wurde 1901 gegründet. Das U.S. Census Bureau hat bei der Volkszählung 2020 eine Einwohnerzahl von 23.630 ermittelt. 

## Geographie
Yukon ist ein westlicher Vorort von Oklahoma City und befindet sich im Osten des Canadian County. Die Stadt hat eine Fläche von 66,8 km2, wovon 66,7 km2 Land sind. Sie wird gekreuzt von der Route 66 und den State Highways 4 und 92.

## Geschichte
Yukon wurde 1891 von A.N. Spencer gegründet und nach dem Yukon River in Alaska benannt.
Spencer, ein Rinderzüchter und Eisenbahnbauer aus Texas, arbeitete an einer Eisenbahnlinie von El Reno nach Arkansas, als er sich entschloss, eine Stadt zu errichten. Die ersten Häuser wurden auf der Nordseite der Spencer Avenue (heute Main Street) und der heutigen Vierten und Fünften Straße errichtet. Der Canadian County Courier berichtete am 1. April 1891, dass die Stadt 25 Wohnhäuser, eine Bank, zwei Immobilienbüros, zwei Restaurants, ein Holzlager, einen Hartwarenladen, ein Lebensmittelgeschäft, einen Mietstall, zwei Saloons, eine Schmiede, eine Druckerei und zwei Friseurgeschäfte habe.
Die Choctaw, Oklahoma and Gulf Railroad legte ihre Eisenbahnstrecke nach der nahe gelegenen Stadt Frisco durch Yukon. 1898 begann Yukon, Immigranten aus Böhmen anzuziehen. Nach dem Ersten Weltkrieg und der Auflösung Böhmens in die Tschechoslowakei und Mähren wurden die Immigranten Tschechen genannt, weshalb die Stadt als „Czech Capital of Oklahoma“ (Tschechische Hauptstadt Oklahomas) bekannt wurde.
1901 wählten die Bewohner für die offizielle Gründung der Stadt. 1910 stimmten sie dafür, Wasserwerke und einen Kanal an der Mühle zu errichten, um die Stadt mit Elektrizität zu versorgen. Bis in die 1920er Jahre lagen fast alle Geschäfte an der Main Street zwischen der Vierten und Fünften, bis begonnen wurde, auch in anderen Teilen der Stadt Läden zu errichten. Die erste gepflasterte Straße durch Yukon war die 1926 errichtete Route 66.
Yukon entwickelte sich schnell zum Zentrum für Landwirtschaft. Es hatte seit 1905 eine Büchersammlung und seit 1927 ein Bibliotheksgebäude. Die 1893 gegründete Yukon Mill and Grain Company wuchs enorm und erbaute immer mehr Mühlen. Sie verschiffte Mehl und Nahrungsmittel überall in den Süden, ab 1915 auch nach Übersee, wurde später aber an größere Unternehmen verkauft.
Im Jahr 1949 erhielt Yukon nationale mediale Aufmerksamkeit aufgrund der Kuh Grady, die in einem Silo der Stadt feststeckte und erst befreit werden konnte, nachdem man die schmalen Türen mit Öl einrieb.
In den 1960er Jahren verleibte sich Oklahoma City das gesamte Land rund um Yukon ein, was einen starken Anstieg an Zuwanderung und Wohnungsbau mit sich brachte.

## Demographie
Beim United States Census 2010 wurden 22.709 Einwohner, 8.744 Haushalte und 6.390 Familien in Yukon gezählt. 52,7 % waren weiblich, das Durchschnittsalter betrug 37,8 Jahre. Die Bevölkerungsdichte lag bei 340/km2.

## Kultur
Die Czech Hall (Tschechische Halle) informiert die Besucher über tschechische Bräuche, Geschichte und Kultur; das Gebäude ist seit 1980 im National Register of Historic Places eingetragen. Im Oktober wird ein tschechisches Fest gefeiert und im Juni das Chisholm Trail Festival.

## Persönlichkeiten der Stadt
- Garth Brooks (* 1962), Country-Musiker
- Calvin Anderson (* 1988), Pokerspieler
- Dan Bailey (* 1988), Footballspieler

- Cross Canadian Ragweed, ehemalige Countryband

## Partnerstädte
- Krnov, Tschechien